# Lea Murčinková
Lea Murčinková est une ancienne joueuse slovaque de volley-ball née le 3 février 1988 à Bratislava. Elle mesure 1,94 m et jouait au poste de centrale. 

## Clubs
| Club                | De        | À         |
| ------------------- | --------- | --------- |
| Bilíkova Bratislava | 2002-2003 | 2002-2003 |
| Telekom Post Wien   | 2003-2004 | 2003-2004 |
| OMS SH Senica       | 2005-2006 | 2009-2010 |
| PVK Přerov          | 2010-2011 | 2012-2013 |
| SK UP Olomouc       | 2013-2014 | 2013-2014 |
| SVM Senica          | 2014-2015 | 2015-2016 |

## Palmarès
- Championnat d'Autriche
  - Vainqueur : 2004.
- Championnat de Slovaquie
  - Vainqueur : 2006, 2007.
- Coupe de Slovaquie
  - Vainqueur : 2007.